# Позтикереське сільське поселення
Позтикере́ське сільське поселення (рос. Позтыкересское сельское поселение) — муніципальне утворення у складі Корткероського району Республіки Комі, Росія. Адміністративний центр — село Позтикерес.

## Населення
Населення — 290 осіб (2017, 306 у 2010, 407 у 2002, 539 у 1989).

## Склад
До складу поселення входять такі населені пункти:
| Населений пункт     | Населення, осіб (1989) | Населення, осіб (2002) | Населення, осіб (2010) |
| ------------------- | ---------------------- | ---------------------- | ---------------------- |
| Баяркерес, присілок | 16                     | 21                     | 14                     |
| Позтикерес, село    | 252                    | 235                    | 176                    |
| Собіно, селище      | 271                    | 151                    | 116                    |